# Horsham
För andra betydelser, se Horsham (olika betydelser).
Horsham (engelskt uttal: [ˈhɔːrʃəm]) är en stad i grevskapet West Sussex i sydöstra England. Staden är huvudort i distriktet med samma namn och ligger cirka 51,5 kilometer sydväst om centrala London och cirka 40,5 kilometer nordost om Chichester. Tätorten (built-up area) hade 50 223 invånare vid folkräkningen år 2021.
En nordostlig förort till Horsham är Roffey.